# Multilaterales Abkommen über Investitionen
Das Multilaterale Abkommen über Investitionen (MAI, auch Multilaterales Investitionsabkommen) ist ein in den 1990er Jahren geplantes, aber nie in Kraft getretenes internationales Vertragswerk zwischen den OECD-Staaten. Es hätte in den Unterzeichnerstaaten direkte Auslandsinvestitionen fördern sollen. Dazu hätten die Rechte internationaler Investoren umfassend gestärkt werden sollen.

## Entwicklung
Der Investitionsschutz im Rahmen des MAI wurde von der Organisation für wirtschaftliche Zusammenarbeit und Entwicklung (OWZE oder OECD) erarbeitet und wäre über den von der Welthandelsorganisation (WTO) gewährten Investitionsschutz hinausgegangen.
Das MAI sollte auch Nicht-OECD-Mitgliedern offenstehen.
Unter Ausschluss der Öffentlichkeit begannen 1995 die Verhandlungen zwischen Wirtschaft und Politik mit Einbezug der Entwicklungsländer. 1997 wurden sie durch eine Indiskretion bekannt und zunächst in Kanada, den USA und etwas später in Europa, unter zurückhaltender Berichterstattung der Massenmedien, öffentlich diskutiert.
Aufgrund des sich daraufhin formierenden zivilgesellschaftlichen Widerstands wurde im September 1998 von 450 Vertretern multinationaler Konzerne eine Erklärung abgegeben:

„Die Entstehung von Aktivistengruppen droht die öffentliche Ordnung, die rechtmäßigen Institutionen und den demokratischen Prozeß zu untergraben. […] Es müßten Regeln aufgestellt werden, um die Legitimität dieser aktivistischen regierungsunabhängigen Organisationen zu klären, die vorgeben, die Interessen großer Teile der Zivilgesellschaft zu vertreten.“

Die Verhandlungen wurden trotzdem zunächst ausgesetzt. Im Dezember 1998 scheiterte das MAI am Widerstand Frankreichs. Trotz des offiziellen Scheiterns wurden viele MAI-Ideen seitdem in die Regelwerke der großen Wirtschaftsgemeinschaften der Welt aufgenommen.

## Kernpunkte des MAI
- Transparenz: Veröffentlichung von Gesetzen und Regelungen, die Investments betreffen
- Meistbegünstigungsklausel: Investoren und Investments eines MAI-Mitglieds dürfen nicht schlechter gestellt werden als die eines anderen MAI-Mitglieds
- Auflagen an Regelungen: bestimmte Regelungen für Investoren, wie Beschäftigung einheimischer Arbeitnehmer, "local content"-Regeln, Mindestquoten für den Export von Gütern oder Verpflichtungen zum Technologietransfer, sollen untersagt sein
- Enteignungen: Dürfen nur im öffentlichen Interesse und im Zusammenhang mit sofortiger, angemessener Entschädigung vorgenommen werden. Als Enteignung werden auch nationale Umwelt- und Sozialabgaben verstanden.
- Verbot staatlicher Betätigung: Die Interessenvertretungen der Bürger und des Nationalstaates sowie dessen administrative Teilorganisationen dürfen keinerlei wirtschaftliche Betätigung ausüben.
- Gewinntransferierung: Kapital, Dividenden und Gewinne dürfen abgabenfrei zwischen den MAI-Mitgliedsländern transferiert werden.
- Staatshaftung: Nationalstaaten haften für alle Vermögensschäden der Investoren, die aufgrund von Protesten und Unruhen entstehen. Schadensersatzpflicht besteht ferner für Mindererlöse durch nationale Gesetze oder Verordnungen, wenn in einem anderen Mitgliedsland des MAI diese Gesetze nicht bestehen.
- Konfliktlösungsmechanismus: In Konfliktfällen entscheidet ein autarkes Entscheidungsgremium. Entscheidungen müssen nicht begründet werden, die Nationalstaaten haben kein Recht auf Akteneinsicht.
- Mindestlaufzeit: Zur Sicherung der getätigten Investitionen kann ein Staat erst nach 20 Jahren aus dem Abkommen wieder austreten.

### Ausnahmen
- Grundsätzliche Ausnahmen: nationale Sicherheit und Maßnahmen zur Gewährleistung der Stabilität des Finanzsystems
- Zeitlich begrenzte Schutzmaßnahmen: Maßnahmen zur Reaktion auf Zahlungsbilanzschwierigkeiten
- Länderspezifische Ausnahmen: Ausgehandelt durch die Mitglieder des MAI erlauben sie es jedem einzelnen Land, an bestimmten Regelungen und Gesetzen festzuhalten, die dem Abkommen widersprechen

### Ungeklärte Standpunkte
- Ausnahmen von der Liberalisierung: Z. B. Ausnahme von der Meistbegünstigungsklausel betreffend Regeln, die Länder in Wirtschaftsunionen haben sowie die sog. Kulturelle Ausnahme
- Arbeitsschutzbestimmungen: Ob es explizit verboten werden soll, Arbeitsschutzbestimmungen abzusenken, um Investitionen anzuziehen; ob international anerkannte Arbeitsschutzbestimmungen explizit in das MAI aufgenommen werden sollen
- Umweltschutz: Wie ist zu gewährleisten, dass das MAI die Mitgliedsländer nicht davon abhält, nationale Umweltschutzmaßnahmen umzusetzen, die den Wert ausländischer Investments senken
- Behandlung widerstreitenden nationalen Rechts

## Kritik
Das MAI hätte seinen Kritikern zufolge in der diskutierten Form eine massive Einschränkung der staatlichen Souveränität bedeutet, für Deutschland auch die der Bundesländer und der Kommunen. Internationalen Konzernen wäre ein Klagerecht vor internationalen Streitschlichtungsgremien (Investor-state dispute settlement) eingeräumt worden. Die nach gleichem Prinzip konzipierten Schiedsgerichte des 2015 diskutierten TTIP sind nach einem im Auftrag der Hans-Böckler-Stiftung von Richter des Bundesverfassungsgerichts a. D. Siegfried Broß erstellten Gutachten verfassungswidrig.
Die Grundthese des MAI, dass freier Wettbewerb zum höchstmöglichen gesamtgesellschaftlichen Nutzen führe, wird oft von Globalisierungskritikern bestritten. Die Kritiker weisen darauf hin, dass Deregulierung im Sinne der MAI-Gedanken Anbieteroligopole und -monopole auch dort schafft, wo sie aufgabenbedingt kontraproduktiv seien. In Wirtschaftsbereichen, die nur monopolistisch zu betreiben seien, würden Staatsmonopole in Konzernmonopole ohne demokratische Kontrollinstanz umgewandelt. Den Bereich der Daseinsvorsorge und Umwelterhaltung würden die Marktteilnehmer ohne staatliche Intervention ihren kurz- und mittelfristigen Interessen unterordnen.
Befürworter eines von staatlichen Regulierungen freien Marktes teilen die Kritik der Globalisierungskritiker insofern, als häufig während Privatisierungen lediglich Staatsmonopole in Konzernmonopole umgewandelt wurden, anstatt einen tatsächlichen freien Markt zu etablieren. Sie gehen jedoch im Unterschied zu den Globalisierungskritikern davon aus, dass es grundsätzlich keine Wirtschaftsbereiche gebe, die nur monopolistisch zu betreiben seien (und dass daher prinzipiell die gesamte Wirtschaft privatisiert werden solle).